# طراحان سلطنتی برای صنعت
طراحان سلطنتی برای صنعت (به انگلیسی: Royal Designers for Industry) امتیازی است که توسط انجمن سلطنتی هنر بریتانیا (آراس‌ای) در سال ۱۹۳۶ میلادی برای تشویق استانداردهای بالای طراحی صنعتی و ارتقای جایگاه طراحان ایجاد شد. این جایزه به افرادی اعطا می‌شود که به «تعالی پایدار در طراحی زیبایی شناختی و کارآمد برای صنعت» دست یافته‌اند. کسانی که شهروند بریتانیا هستند، حروف آردی‌آی را بعد از نام خود می‌گیرند، در حالی که آن‌هایی که شهروند بریتانیا نیستند، آردی‌آی‌افتخاری (HonRDI) می‌شوند. همۀ کسانی که این امتیاز را دارند، عضو هیئت علمی طراحان سلطنتی برای صنعت هستند (تأسیس در سال ۱۹۳۸ میلادی).
کار آن‌ها متنوع است، محدوده‌ای از مُد گرفته تا مهندسی، تئاتر تا طراحی محصول، گرافیک تا طراحی محیطی.
آردی‌آی‌های جدید سالانه انتخاب می‌شوند و دانشکده به حمایت از ابتکارات برای تعالی بیشتر در طراحی، از جمله مدرسه تابستانی سالانه برای طراحان جوان مبتکر ادامه می‌دهد.
تنها ۲۰۰ طراح ممکن است در هر زمان امتیاز آردی‌آی را داشته باشند و این به عنوان بالاترین افتخار کسب شده در بریتانیا در طیف متنوعی از رشته‌های طراحی از جمله زمینۀ طراحی صنعتی تلقی می‌شود. علاوه بر این، آراس‌ای ممکن است عناوین آردی‌آی‌افتخاری را حداکثر تا نصف تعداد افرادی که در حال حاضر دارای امتیاز آردی‌آی هستند، اعطاء کند.
دیپلم‌های آردی‌آی‌های جدید هر سال در شام سالانۀ آردی‌آی، اعطاء می‌شوند. هر دو سال یک بار یک استاد جدید دانشکده توسط اساتید گذشته انتخاب می‌شود که شامل داینا کاسون، مایک دمپسی، سِر کنت گرنج، جفری هارکورت، مارتین هانت، تیموتی اوبراین، کریس وایز، مالکوم گرت و تریسترام کارفره می‌شود. استاد فعلی مارک میجر است.